# Ponte D. Maria (Lagos)
A Ponte D. Maria, igualmente conhecida como Ponte D. Maria II, é uma infra-estrutura rodoviária na cidade de Lagos, em Portugal, que liga as duas margens da Ribeira de Bensafrim. De origem possivelmente romana, chegou a ser parte da Estrada Nacional 125 até à construção de uma variante.

## Descrição
A ponte liga as duas margens da Ribeira de Bensafrim, permitindo o acesso entre a cidade de Lagos e as zonas da Meia Praia e da Marina. Desta forma, é considerada uma estrutura vital para o bom funcionamento de equipamentos sociais e económicos situados na margem esquerda da Ribeira de Bensafrim, como escolas, a estação ferroviária e o porto, além de vários estabelecimentos comerciais, como a marina e diversos hotéis.
Possui doze arcos de meio ponto com vãos desiguais, e onze talhamares de prisma triangular em isódoma, tanto a jusante como a montante. Em 2010, o tabuleiro da Ponte D. Maria apresentava um comprimento aproximado de 103 m por 9 m de largura. A estrutura foi construída em alvenaria de tijolo rebocada, com um tabuleiro gradeado em metal.

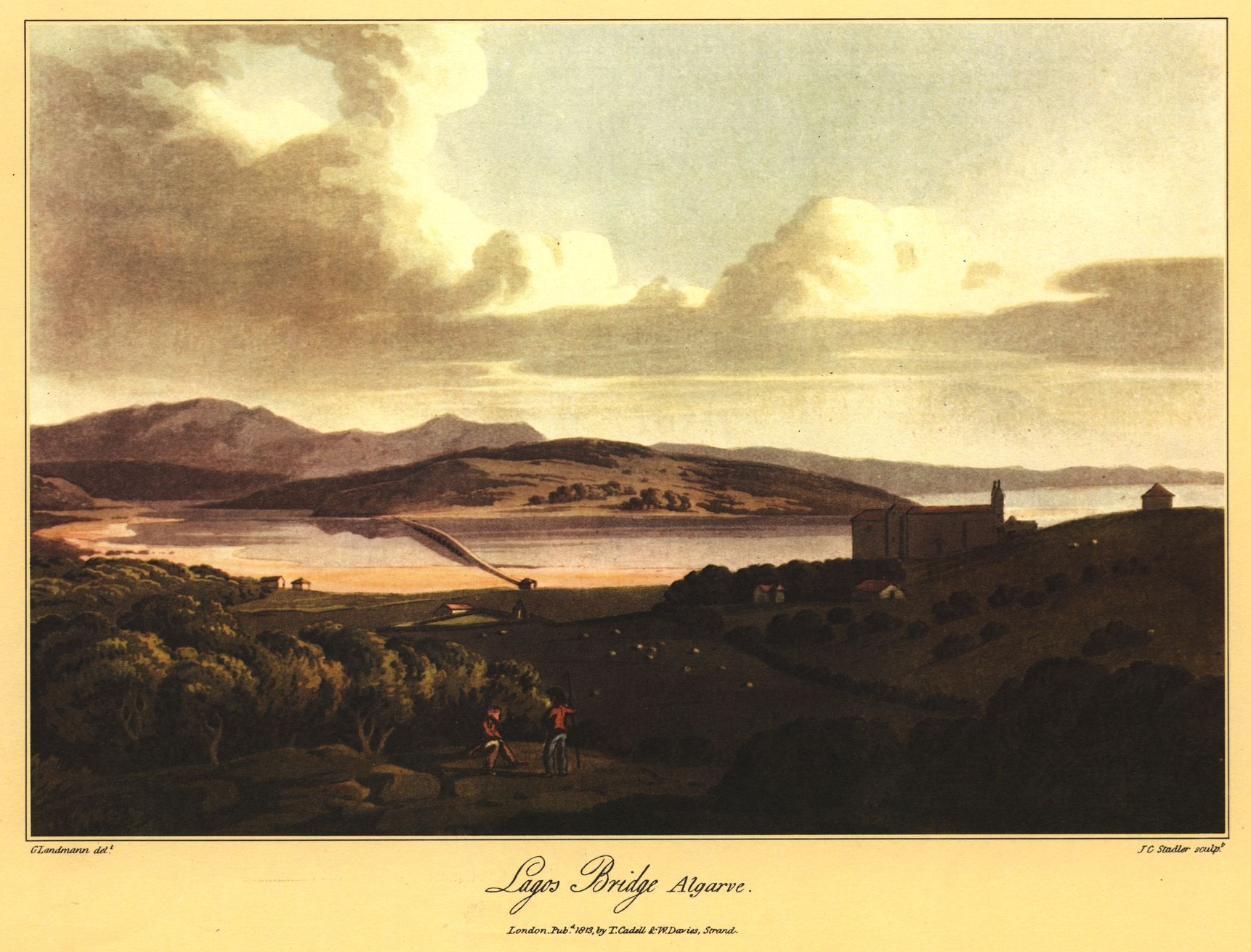
Gravura da zona Norte de Lagos, publicada em 1813. A ponte surge no centro da imagem, com o Monte Molião no fundo.

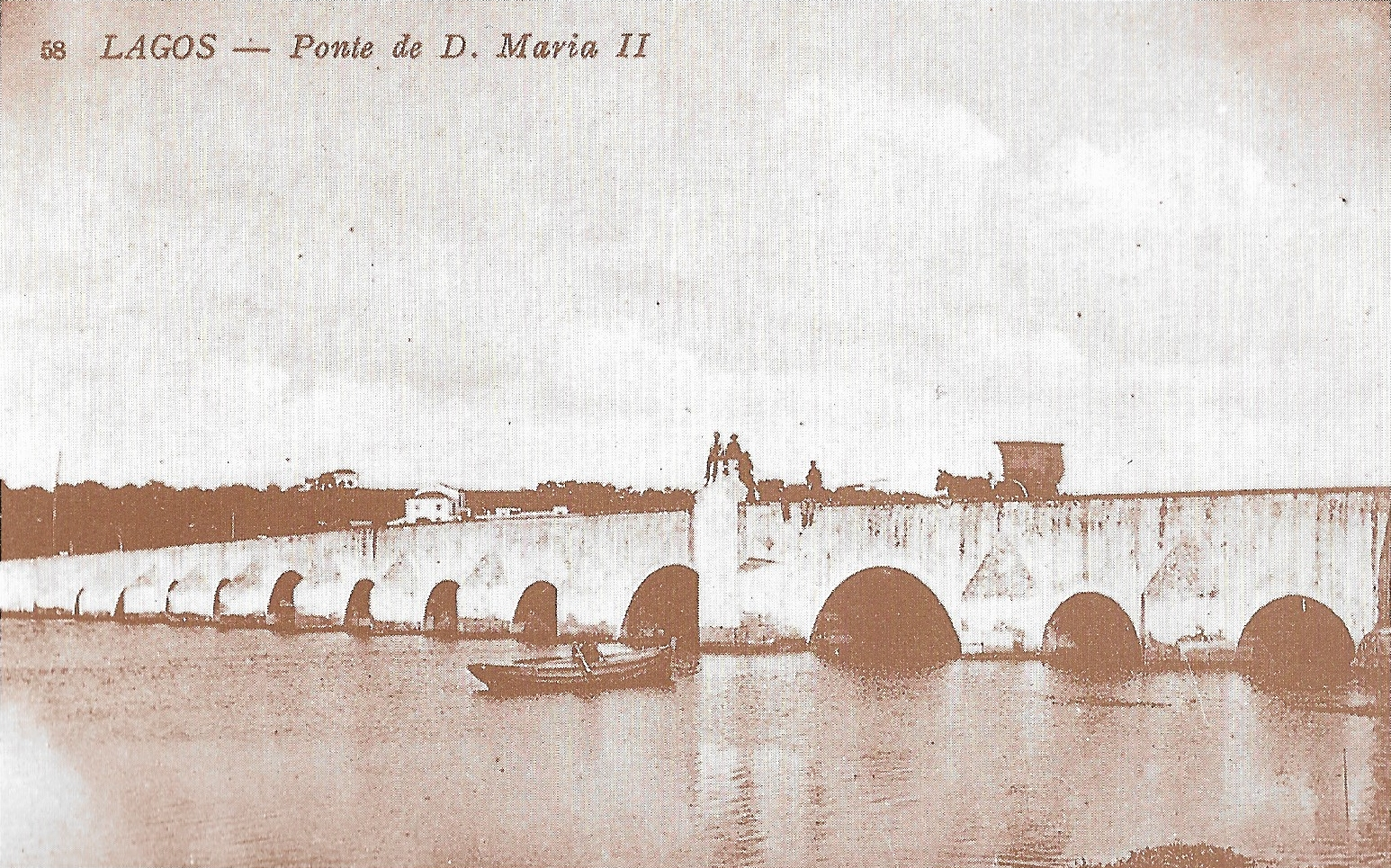
Postal antigo, mostrando a aparência da ponte antes das obras de reconstrução, entre 1958 e 1960.

## História

### Construção
A ponte foi erigida em data desconhecida, embora apresente vestígios de possível construção romana, podendo a estrutura original datar dos séculos III ou IV. Foi referida por Henrique Fernandes Sarrão na sua obra História do Reino do Algarve, escrita por volta de 1600.

### Obras de reconstrução e remodelação
Foi alvo de obras de conservação em 1618. Sofreu graves danos durante o Sismo de 1755, tendo sido reconstruída em 1783 pelo Capitão General Conde de Rezende. Nesta altura, foram adicionados dois patamares com bancos, e uma lápide comemorativa. A ponte foi novamente danificada durante uma cheia em Novembro de 1805, durante a qual foram destruídos três arcos, tendo as obras de reparação durado até 1807. A ponte foi renovada entre 1958 e 1960, recebendo a configuração do tabuleiro sobre doze arcos. Nessa altura, a placa comemorativa foi preservada no Museu Dr. José Formosinho. Durante algum tempo, a ponte fez parte da Estrada Nacional 125, até esta ter sido desviada por um percurso alternativo, com uma nova ponte.
Em 10 de Novembro de 1960, o jornal Ecos do Algarve noticiou que a Direcção das Estradas do Distrito de Faro iria iniciar obras de alargamento e beneficiência da ponte, intervenção que era considerada muito necessária devido à sua reduzida largura e ao grande aumento no tráfego automóvel.
Nos princípios de 2012, a ponte foi alvo de obras de pavimentação, tendo sido durante este processo que os técnicos da Câmara Municipal de Lagos descobriram «vibrações causadas por alterações nas juntas de dilatação», motivo pelo qual a autarquia pediu ao Laboratório Nacional de Engenharia Civil para fazer uma análise urgente e aprofundada da ponte. Durante esta intestigação, foram encontrados «danos graves nos dois primeiros arcos, contados a partir da margem esquerda, decorrentes do assentamento do primeiro pilar» tendo estes danos sido descritos como «fendilhação em toda a largura destes arcos, com alteração significativa da sua geometria». Estes problemas estruturais foram considerados como muito graves pela equipa técnica, podendo mesmo levar ao colapso dos arcos, pelo que foi recomendado o encerramento da ponte ao tráfego pedonal e automóvel, o que foi feito em 11 de Fevereiro desse ano. Durante esta interdição, o acesso automóvel entre as duas margens do rio em Lagos só pôde ser feito através da nova ponte da EN125, o que gerou problemas de congestionamento.
O concurso internacional para o reforço estrutural e a reabilitação da Ponte D. Maria foi aberto pelo município de Lagos em Maio de 2013, tendo a obra sido entregue à empresa espanhola Extraco Construccións e Proxetos S.A.. em 21 de Agosto de 2014. Os trabalhos iniciaram-se em Setembro desse ano e terminaram em Agosto de 2015, tendo a ponte reaberto ao público no dia 10 desse mês, após a realização de testes de carga. Esta intervenção custou cerca de 870 mil Euros, tendo sido comparticipada por fundos comunitários em 65%, através do PO Algarve 21 - Programa Operacional Regional do Algarve, enquanto que o restante valor foi suportado pela Câmara Municipal de Lagos. A estrutura da ponte foi modificada durante estas obras, tendo sido instalada estacaria para reforçar os arcos, e substituído o tabuleiro. O novo tabuleiro é mais leve e melhor adaptado à circulação rodoviária, contando com dois passeios laterais, um só para peões e outro destinado igualmente a ciclistas.
Em Agosto de 2018, a Câmara Municipal de Lagos já tinha contratado a empresa Extraco - Construccións e Proxectos, S. A. para a realização de trabalhos de restauro e consolidação dos primeiros dois arcos da ponte. A necessidade destas obras já tinha sido verificada durante uma anterior intervenção na ponte, embora tenham sido relegadas para uma segunda fase devido à sua especificidade.